# Вильма (магнитофон)
«Вильма» (Vilma) — торговая марка бытовых магнитофонов, выпускавшихся с 1971 года вильнюсским приборостроительным заводом «Вильма».

## Модельный ряд

### «Вильма М1»
Ламповый катушечный настольный магнитофон, выпускавшийся с 1971 года на основе лентопротяжного механизма магнитофонной панели «Вильняле». Особенность ЛПМ — в нем нет ни одной ременной (пасиковой) передачи, только фрикционные. Панель «Вильняле» завод выпускал с 1963 года, её ставили в настольные магнитолы «Миния-3» и «Миния-4» Каунасского радиозавода. Магнитофон «Вильма М1» двухдорожечный, двухскоростной (9,53 и 19,05 см/с), диапазон частот на большей скорости — 40…15000 Гц, масса 12,5 кг, цена 190 руб.

### «Вильма-302 стерео» («Вильма-стерео», СМ-14)
Первый в СССР серийный кассетный стереофонический магнитофон. Создан на основе магнитофонов Philips EL3310A/12D и Philips EL3312A 1960-х годов разработки. Выпускался с 1971 по 1977 год. Магнитофон настольный, с питанием от сети. Лентопротяжный механизм одномоторный, диапазон воспроизводимых частот — 63…10000 Гц, максимальная выходная мощность — 2 Вт в каждом канале. Особенность конструкции — асинхронный электродвигатель лентопротяжного механизма одновременно служит силовым трансформатором для питания всей электронной части. Эта модель стала базовой для целого семейства магнитофонов «Вильма» и «Тоника», выпускавшихся до 1980-х гг.

### «Вильма-303» (СМ-12)
Монофонический вариант магнитофона «Вильма-302 стерео». Выпускался с 1972 по 1978 год.

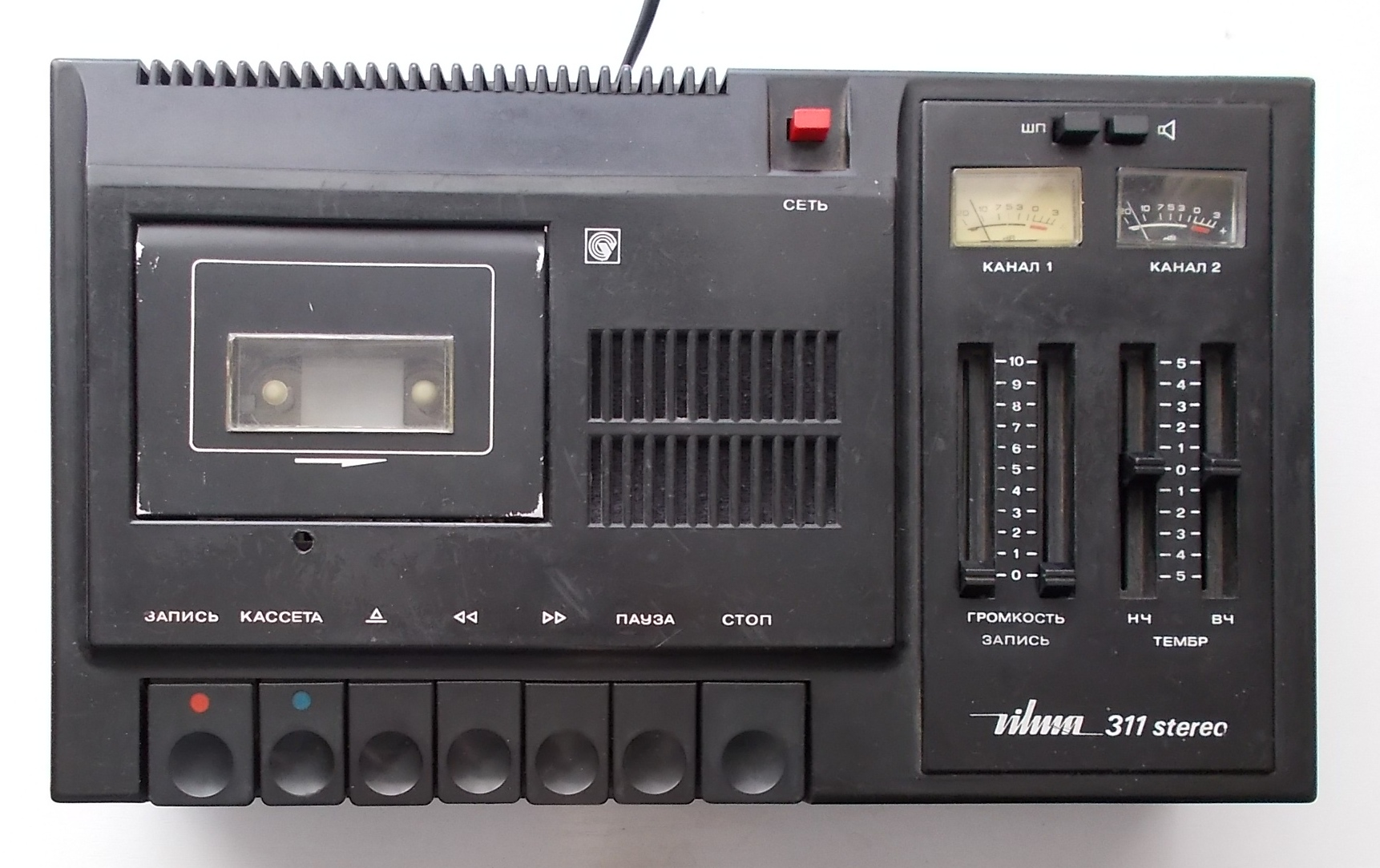
Вильма-311 стерео

### «Вильма-311 стерео»
Последняя модификация в линейке СМ-14, начатой моделью «Вильма-302 стерео». Выпускалась с 1975 по 1985 годы.

### «Вильма-312 стерео»
Стационарный кассетный стереофонический магнитофон (со встроенным усилителем низкой частоты) третьей группы сложности. Выпускался с 1987 года. Частотный диапазон 40…14000 Гц, максимальная выходная мощность 2х6 Вт.. Цена 325 рублей.

### «Вильма-212 стерео»
Стационарный кассетный стереофонический магнитофон (со встроенным усилителем низкой частоты) второй группы сложности, является модификацией магнитофона «Вильма-312 стерео». Выпускался с 1988 года. Цена 400 рублей (с акустическими системами).

### «Вильма 001»
Кассетный магнитофон-приставка высшего класса с импортным трехдвигательным лентопротяжным механизмом и кварцевой стабилизацией частоты вращения ведущего двигателя. Выпускался с 1982 г..
Включал возможность обзора треков, поиска по паузам. Для отображения уровня сигнала, программ и текущего времени использовались газоразрядные индикаторы.